# 桑普特鎮區 (伊利諾伊州坎伯蘭縣)
桑普特鎮區（英語：Sumpter Township）是位於美國伊利諾伊州坎伯蘭縣的一個行政鎮區。

## 地方資料
根據2010年美國人口普查的數據，桑普特鎮區的面積為144.90平方千米，當中陸地面積為144.90平方千米，而水域面積為0.00平方千米。當地共有人口1273人，而人口密度為每平方千米8.79人。